# آسیاب ۲ دهنو
آسیاب ۲ دهنو مربوط به دوره پهلوی - دوره قاجار است و در شهرستان کوهرنگ، بخش مرکزی، دهستان شوراب تنگزی، ۱/۵ کیلومتری شمال غرب روستای دهنوی پایین واقع شده و این اثر در تاریخ ۲۷ اسفند ۱۳۸۷ با شمارهٔ ثبت ۲۶۳۳۲ به‌عنوان یکی از آثار ملی ایران به ثبت رسیده است.